# Afghanistan sụp đổ
Afghanistan sụp đổ (tiếng Nga: Афганский излом) là một bộ phim về Chiến tranh Soviet tại Afghanistan của đạo diễn Vladimir Bortko, ra mắt lần đầu năm 1992.

## Diễn viên
- Michele Placido... Trung đoàn trưởng Mikhail Bandura
- Tatyana Dogileva... Y tá Katya
- Михаил Жигалов... подполковник Леонид, комполка
- Aleksey Serebryakov... Trung sĩ Arsyonov
- Filipp Yankovsky... Trung úy Nikita Steklov
- Nina Ruslanova... Tatyana
- Юрий Кузнецов... вертолётчик Щуп
- Виктор Проскурин... Симаков, завклуба
- Иван Краско... полковник Виктор Николаевич
- Андрей Краско... штабник
- Виктор Бычков... штабник
- Михаил Трухин... солдат
- Анастасия Мельникова... эпизод
- Александр Розенбаум... в фильме играет сам себя (камео-роль), выступает в армейском клубе

## Ê-kíp
- Thiết kế sản xuất: Vladimir Svetozarov
- Phục trang: Lidiya Kryukova

## Hậu trường
- Theo một số nhà phê bình, đây là một trong những bộ phim hay nhất về cuộc Chiến tranh Soviet tại Afghanistan.[cần dẫn nguồn]
- Ngược lại, một trong những cựu binh Soviet từng tham chiến tại Afghanistan cho biết bộ phim có mức độ tin cậy thấp, sai sót kỹ thuật nhiều và nội dung tư tưởng không thực sự rõ ràng.[cần dẫn nguồn]

## Vinh danh
- Liên hoan phim Cannes (1991)